# Arvi Tammesalu
Arvi Tammesalu (* 30. November 1964 in Tallinn) ist ein ehemaliger estnischer Radrennfahrer und nationaler Meister im Radsport.

## Sportliche Laufbahn
Tammesalu war im Straßenradsport aktiv. Er begann 1974 mit dem Radsport. 1977 und 1981 gewann er die nationale Meisterschaft im Straßenrennen. Insgesamt gewann er von 1983 bis 1987 sechsmal estnische Meistertitel in verschiedenen Disziplinen des Radsports. 1985 und 1988 gewann er eine Etappe der Niedersachsen-Rundfahrt. 1989 kam er auf den 3. Platz der Rundfahrt. Tammesalu startete von 1980 bis 1988 für die sowjetische Nationalmannschaft.
In der Olympia’s Tour 1985 kam er auf den vierten Rang und gewann eine Etappe. 1987 wurde er Zweiter der Rheinland-Pfalz-Rundfahrt hinter Mario Kummer. 1988 wurde er Zweiter der Polen-Rundfahrt hinter Andrzej Mierzejewski. 1989 gewann er die Saaremaa Velotuur, 1990 wurde er Dritter im Etappenrennen Tour Poitou-Charentes en Nouvelle-Aquitaine.
1989 wurde Tammesalu Berufsfahrer im Radsportteam Kelme. Sein bestes Resultat war der 6. Platz in der Trofeo Luis Puig 1989. Die Vuelta a España 1989 beendete er nicht. Danach fuhr er wieder als Amateur.